# العلاقات اليونانية الباهاماسية
العلاقات اليونانية الباهاماسية هي العلاقات الثنائية التي تجمع بين اليونان وباهاماس.

## مقارنة بين البلدين
هذه مقارنة عامة ومرجعية للدولتين:
| وجه المقارنة                                              | اليونان                                                                             | باهاماس      |
| --------------------------------------------------------- | ----------------------------------------------------------------------------------- | ------------ |
| المساحة (كم2)                                             | 131.96 ألف                                                                          | 13.88 ألف    |
| عدد السكان (نسمة)                                         | 10.76 مليون                                                                         | 395.36 ألف   |
| الكثافة السكانية (ن./كم²)                                 | 81.54                                                                               | 28.48        |
| العاصمة                                                   | أثينا، نافبليو                                                                      | ناساو        |
| اللغة الرسمية                                             | لغة يونانية، اليونانية الديموطيقية ‏                                                 | لغة إنجليزية |
| العملة                                                    | يورو، دراخما، فينيكس يوناني ‏                                                        | دولار بهامي  |
| الناتج المحلي الإجمالي (بليون دولار)                      | 200.29 مليار                                                                        | 12.16 مليار  |
| الناتج المحلي الإجمالي (تعادل القوة الشرائية) بليون دولار | 285.45 مليار                                                                        | 8.92 مليار   |
| الناتج المحلي الإجمالي الاسمي للفرد دولار أمريكي          | 18.00 ألف                                                                           | 22.82 ألف    |
| الناتج المحلي الإجمالي للفرد دولار أمريكي                 | 26.85 ألف                                                                           |              |
| مؤشر التنمية البشرية                                      | 0.865                                                                               | 0.790        |
| رمز المكالمات الدولي                                      | +30                                                                                 | +1242        |
| رمز الإنترنت                                              | .gr                                                                                 | .bs          |
| المنطقة الزمنية                                           | توقيت شرق أوروبا، ت ع م+02:00، ت ع م+03:00، توقيت شرق أوروبا الصيفي ‏، أوروبا/أثينا ‏ | 00           |

## منظمات دولية مشتركة
يشترك البلدان في عضوية مجموعة من المنظمات الدولية، منها:
| علم المنظمة | اسم المنظمة                               | تاريخ انضمام اليونان | تاريخ انضمام باهاماس |
| ----------- | ----------------------------------------- | -------------------- | -------------------- |
|             | مؤسسة التنمية الدولية                     | 9 يناير 1962         | 23 يونيو 2008        |
|             | يونسكو                                    | 4 نوفمبر 1946        | 23 أبريل 1981        |
|             | وكالة ضمان الاستثمار متعدد الأطراف        | 30 أغسطس 1993        | 4 أكتوبر 1994        |
|             | الأمم المتحدة                             | 25 أكتوبر 1945       | 18 سبتمبر 1973       |
|             | الفريق المعني برصد الأرض                  | ?                    | ?                    |
|             | الاتحاد البريدي العالمي                   | ?                    | ?                    |
|             | البنك الدولي للإنشاء والتعمير             | 27 ديسمبر 1945       | 21 أغسطس 1973        |
|             | الاتحاد الدولي للاتصالات                  | 1866                 | 19 أغسطس 1974        |
|             | منظمة حظر الأسلحة الكيميائية              | ?                    | ?                    |
|             | مؤسسة التمويل الدولية                     | 26 سبتمبر 1957       | 8 ديسمبر 1986        |
|             | المركز الدولي لتسوية المنازعات الاستشارية | 21 مايو 1969         | 18 نوفمبر 1995       |
|             | منظمة الشرطة الجنائية الدولية             | ?                    | ?                    |

## وصلات خارجية
- موقع وزارة الخارجية اليونانية